# Risto Kallaste
Risto Kallaste, né le 23 février 1971 à Tallinn en Estonie, est un footballeur international estonien, qui évoluait au poste de défenseur. Il est le père de Ken Kallaste.

## Biographie

### Carrière internationale
Risto Kallaste compte 36 sélections avec l'équipe d'Estonie entre 1992 et 1996. 
Il est convoqué pour la première fois par le sélectionneur national Uno Piir pour un match amical contre la Slovénie le 3 juin 1992 (1-1). Il reçoit sa dernière sélection le 29 mai 1996 contre la Turquie (0-0).

## Palmarès
- Avec le Flora Tallinn
  - Champion d'Estonie en 1994 et 1995
  - Vainqueur de la Coupe d'Estonie en 1995